# Tiélla Foulbé
Tiélla Foulbé (auch: Tchiéla Foulbé, Tiala, Tiéla Foulbé, Tiéllafoulbé, Tyéla Foulbé) ist ein Dorf in der Landgemeinde Tamou in Niger.

## Geographie
Das Dorf befindet sich rund 26 Kilometer nordwestlich des Hauptorts Tamou der gleichnamigen Landgemeinde, die zum Departement Say in der Region Tillabéri gehört. Zu den Siedlungen in der näheren Umgebung von Tiélla Foulbé zählen Ardo Balla Foulbé im Nordwesten, Sababaré im Osten, Dantchandou im Südosten, Weil Souldou im Süden und Tientienga Fulbé im Westen.
Tiélla Foulbé ist Teil der Übergangszone zwischen Sahel und Sudan. Die durchschnittliche jährliche Niederschlagsmenge beträgt hier zwischen 500 und 600 mm.

## Geschichte

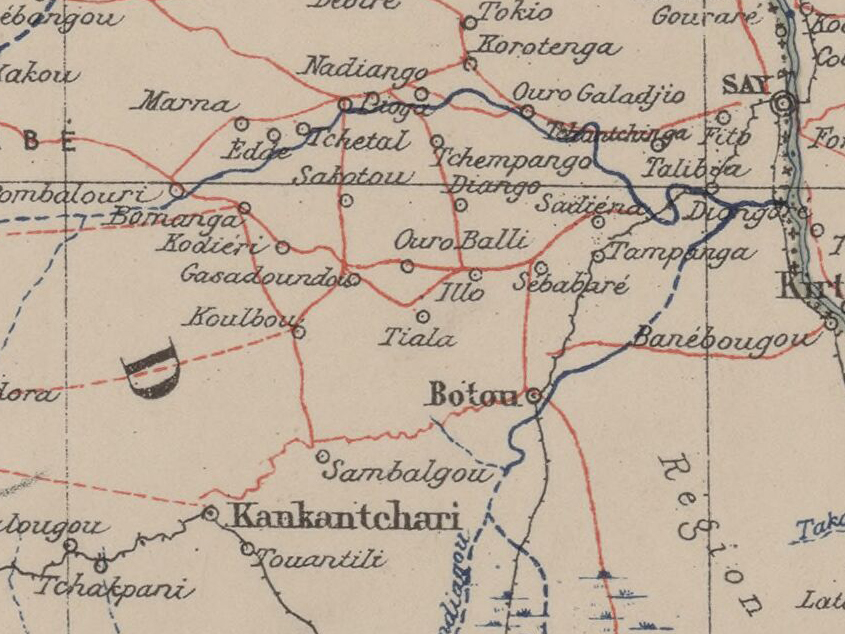
Ausschnitt einer Karte von 1903 mit Tiélla Foulbé (Tiala) im Zentrum

Die französische Kolonialverwaltung richtete Anfang des 20. Jahrhunderts einen Kanton in Tiélla Foulbé ein. Dieser wurde 1932 aufgelöst und sein Gebiet dem Kanton Tamou angeschlossen.

## Bevölkerung
Bei der Volkszählung 2012 hatte Tiélla Foulbé 1726 Einwohner, die in 233 Haushalten lebten. Bei der Volkszählung 2001 betrug die Einwohnerzahl 1219 in 127 Haushalten und bei der Volkszählung 1988 belief sich die Einwohnerzahl auf 911 in 86 Haushalten.

## Wirtschaft und Infrastruktur
Es gibt eine Schule im Dorf.